# قطعنامه ۸۰ شورای امنیت
قطعنامه ۸۰ شورای امنیت سازمان ملل متحد که در تاریخ ۱۴ مارس ۱۹۵۰ تصویب شد، سندی بین‌المللی دربارهٔ مسئلهٔ هند-پاکستان است. این قطعنامه طی نشست ۴۷۰ام با ۸ موافق، ۰ مخالف و ۲ ممتنع تصویب شد.